# Scyphoproctus fasciculatus
Scyphoproctus fasciculatus är en ringmaskart som beskrevs av Green 2002. Scyphoproctus fasciculatus ingår i släktet Scyphoproctus och familjen Capitellidae. Inga underarter finns listade i Catalogue of Life.